# متیلن‌سیکلوهگزان
متیلن‌سیکلوهگزان (به انگلیسی: Methylenecyclohexane) با فرمول شیمیایی C۷H۱۲ یک ترکیب شیمیایی با شناسه پاب‌کم ۱۴۵۰۲ است. که جرم مولی آن ۹۶٫۱۷۰ g/mol می‌باشد.